# Quirinus (mythologie)

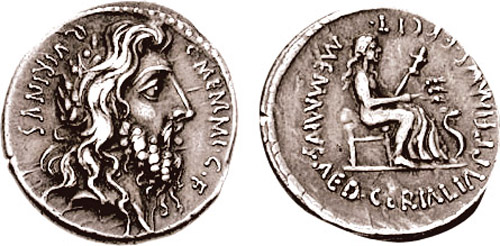
Een denarius met Quirinus en Ceres

Quirinus is een Romeinse chtonische (betrekking tot de aarde hebbende) vruchtbaarheidsgod die deel uitmaakte van de Indo-Europese godentrias en van de Di Indigetes in het vroege Rome. Later werden hem ook oorlogsfuncties toegeschreven. Hij was voor de Romeinen de god van het in curiae georganiseerde volk, ook wel Quirites; "samen-mannen", bedoeld zijn de Romeinse burgers, genoemd.

## Lid van de Indo-Europese godentrias
Hij vormde een typisch Indo-Europese godentrias met Jupiter en Mars, waarbij Jupiter de soevereiniteit, Mars de oorlog en Quirinus de vruchtbaarheid patroneert. Hij laat zich duidelijk in met de graanbevoorrading via zijn flamen Quirinalis. Dit was een van de drie flamines maiores (hogere gespecialiseerde priesters), die een geit en een teef offert bij de Robigalia en bij de Consualia samen met de Vestaalse maagden offert op het ondergrondse altaar van Consus (een vruchtbaarheidsgod). Zijn eigen feest, de Quirinalia (17 februari), vormen ook de slotdag van de Fornacalia, het feest van de fornaces (ovens waarin het graan wordt gedroogd om langer te bewaren), wat nog maar eens wijst op zijn fundamentele vruchtbaarheidsfunctie.
Hij had samen met Mars een college van twaalf Salii: respectievelijk de Salii Collini en de Salii Palatini. Hoewel men dit lange tijd heeft beschouwd als indicatie dat Quirinus en Mars lokale hoofdgoden waren, is men nu van mening dat deze elkaar niet overlappen, maar eerder aanvullen.

## Identificaties
Door de jaren heen is men Quirinus meer en meer gaan identificeren met andere legendarische figuren of godheden. Zo identificeerde men hem met de oorlogsgod Mars en nadien met de Divus Romulus, "de vergoddelijkte Romulus", hoewel deze nooit had bestaan en zelfs geen eigen cultus kende.

### Identificatie met Mars
Quirinus zou de Sabijnse oorlogsgod geweest zijn en zou betekend hebben krijger met de eikenhouten speer.
Daar in oorlogstijd de Quirites (boeren, burgers) milites (soldaten) worden, werden ze zowel door Quirinus (vrede) als Mars (oorlog) gepatroneerd. Wanneer een miles de spolia opima ("vette buit", d.i. de wapenrusting van de vijandige veldheer) veroverd had, bracht hij het aan Quirinus (tertia spolia, "tertiaire buit"), terwijl een Romeins veldheer en een officier zonder zelfstandig commando het respectievelijk aan Iuppiter Feretrius (prima spolia, "primaire buit") of aan Mars (secunda spolia, "secundaire buit") wijden. Omdat Quirinus de milites in vredestijd patroneerde, noemden men hem ook wel Mars tranquillus ("rustige Mars") of custos ("wachter"). Meer en meer begon men hem te identificeren met Mars zelf en kreeg hij militaristische trekjes. Hierdoor gingen de grenzen vervagen, waardoor Grieken hem identificeerden met de oude oorlogsgod Enyalios, die al vroeg met Ares geïdentificeerd was. Het is in ieder geval zeker dat Quirinus geëvolueerd is naar een complexe figuur. Hij moest in tegenstelling tot zijn collega's opboksen tegen stevige concurrentie, want hij is niet de enige god die een functie in de vruchtbaarheidsector heeft.

### Identificatie met Romulus
Oorspronkelijk bestonden er twee identificaties voor Quirinus: de Sabijnse interpretatie (die lange tijd gevolgd is in het moderne onderzoek), verdedigd door de Sabijn Varro, en de Romulusidentificatie, die de steun kreeg van de gens Iulia, die net zoals Romulus banden hadden met Aeneas. Daar Romulus de drie functies van de trias (koning, krijger, herder) in zich verenigde én men bij Indo-Europese goden van de derde stand zoals Quirinus vaak menselijke trekjes terugvindt, was het een logische stap deze twee met elkaar te identificeren. De identificatie met de behoorlijk oorlogszuchtige Romulus, bracht echter het oorlogselement in Quirinus naar voren.
De echtgenote van Romulus, Hersilia, zou na de dood van haar echtgenoot gewenst hebben hem terug te zien. Hierop gaf Juno haar het advies om naar het aan Quirinus gewijde bos op de Quirinaal te gaan. Daar daalde een ster uit de hemel op haar hoofd neer en Hersilia verdween van de aarde. Ze werd hierop vereerd in het heiligdom van Quirinus als Hor(t)a Quirini, daar deze vereenzelvigd was met haar echtgenoot Romulus. Zij werd gezien als beschermingsgodin van het huwelijk, die goede raad aan de mensen gaf. Haar tempel moest altijd openstaan.

### Identificatie met Janus
In de tijd van Augustus, toen men al lang niet meer wist welke de oorspronkelijke functie(s) van Janus waren, vereenzelvigden men Janus weleens met Quirinus (bijvoorbeeld in de gebeden van de fetiales: Titus Livius, Ab urbe condita I 32.10, Ambrosius Theodosius Macrobius, Saturnalia I 9.15.). In het bijzonder werd de naam Ianus Quirinus gebruikt voor de ianus geminus ("dubbele poort") die volgens de augusteïsche propaganda gesloten werd bij vrede. De naam Janus Quirinus lijkt eerder iets te betekenen zoals "poort van Quirinus" dan een echte aparte godheid voor te stellen.

## Heiligdom

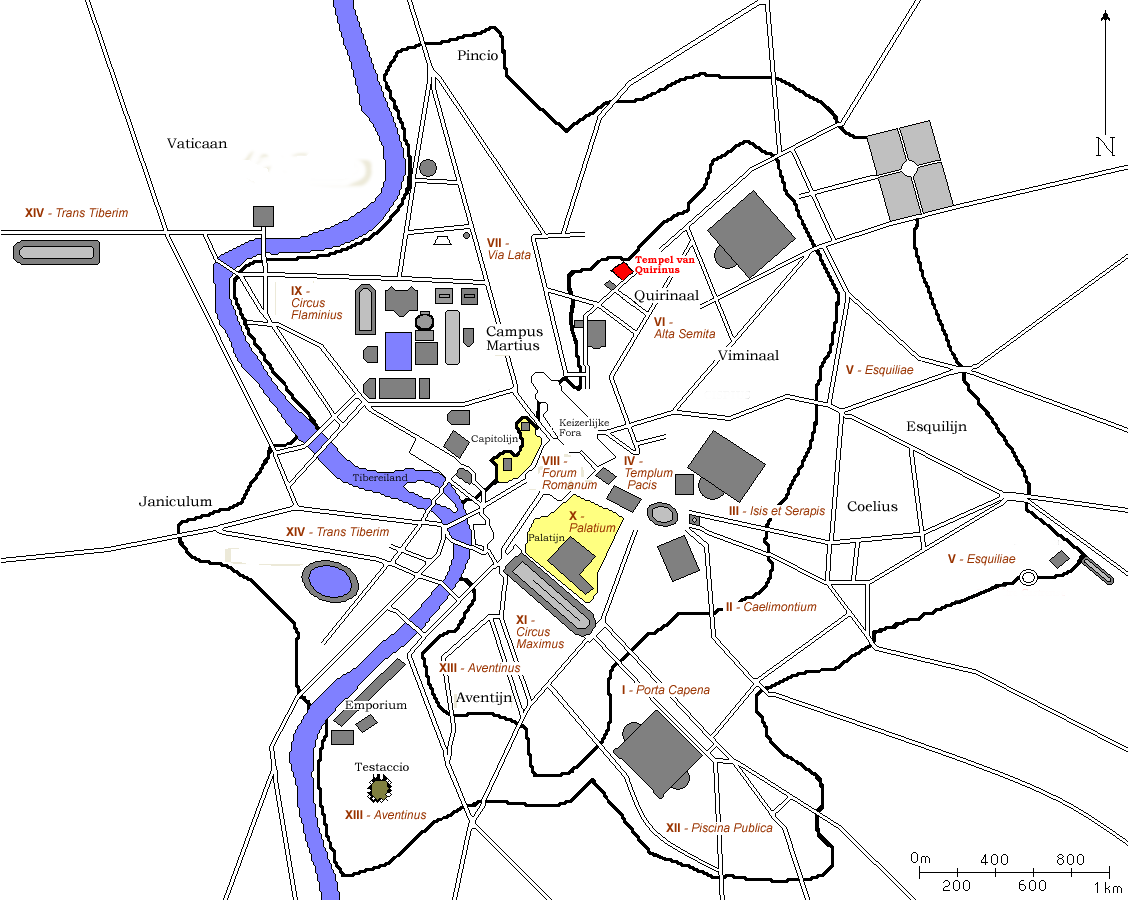
De tempel van Quirinus

## Attributen
Quirinus werd afgebeeld met een baard en een knots.

## Verder lezen
- G. Radke, Quirinus. Eine kritische Überprufung der Überlieferung und ein Versuch, in ANRW II 17.1 (1981), p. 276-299.
- D. Porte, Romulus-Quirinus, prince et dieu, dieu des princes. Étude sur le personnage de Quirinus et sur son évolution, des origines à Auguste, in ANRW II 17.1 (1981), p. 300-342.